# Ophiopteron elegans
Ophiopteron elegans är en ormstjärneart som beskrevs av Ludwig 1888. Ophiopteron elegans ingår i släktet Ophiopteron och familjen Ophiothrichidae. Inga underarter finns listade i Catalogue of Life.